# Baptistenkirche Berlin-Wannsee

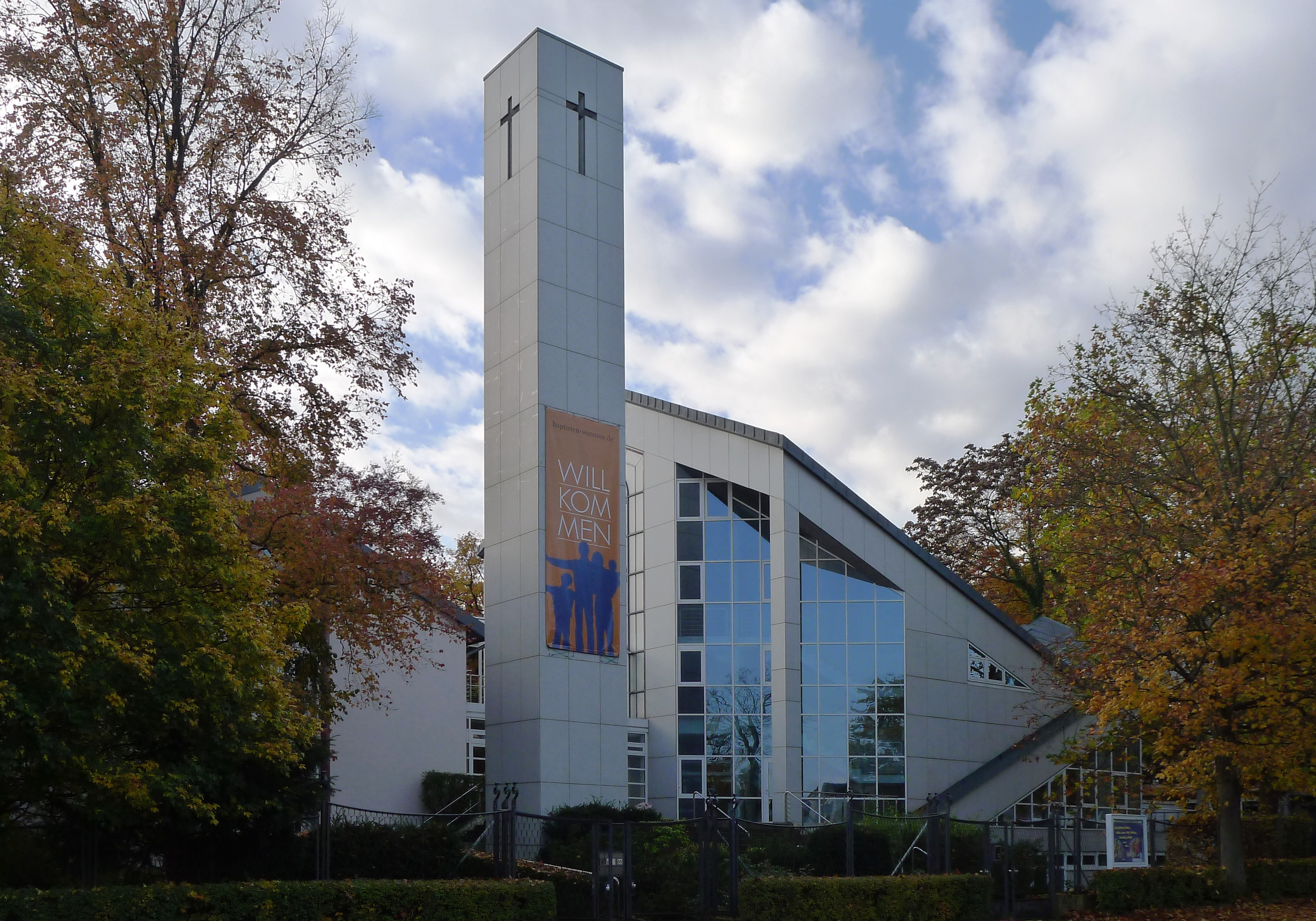
Baptistenkirche in Berlin-Wannsee

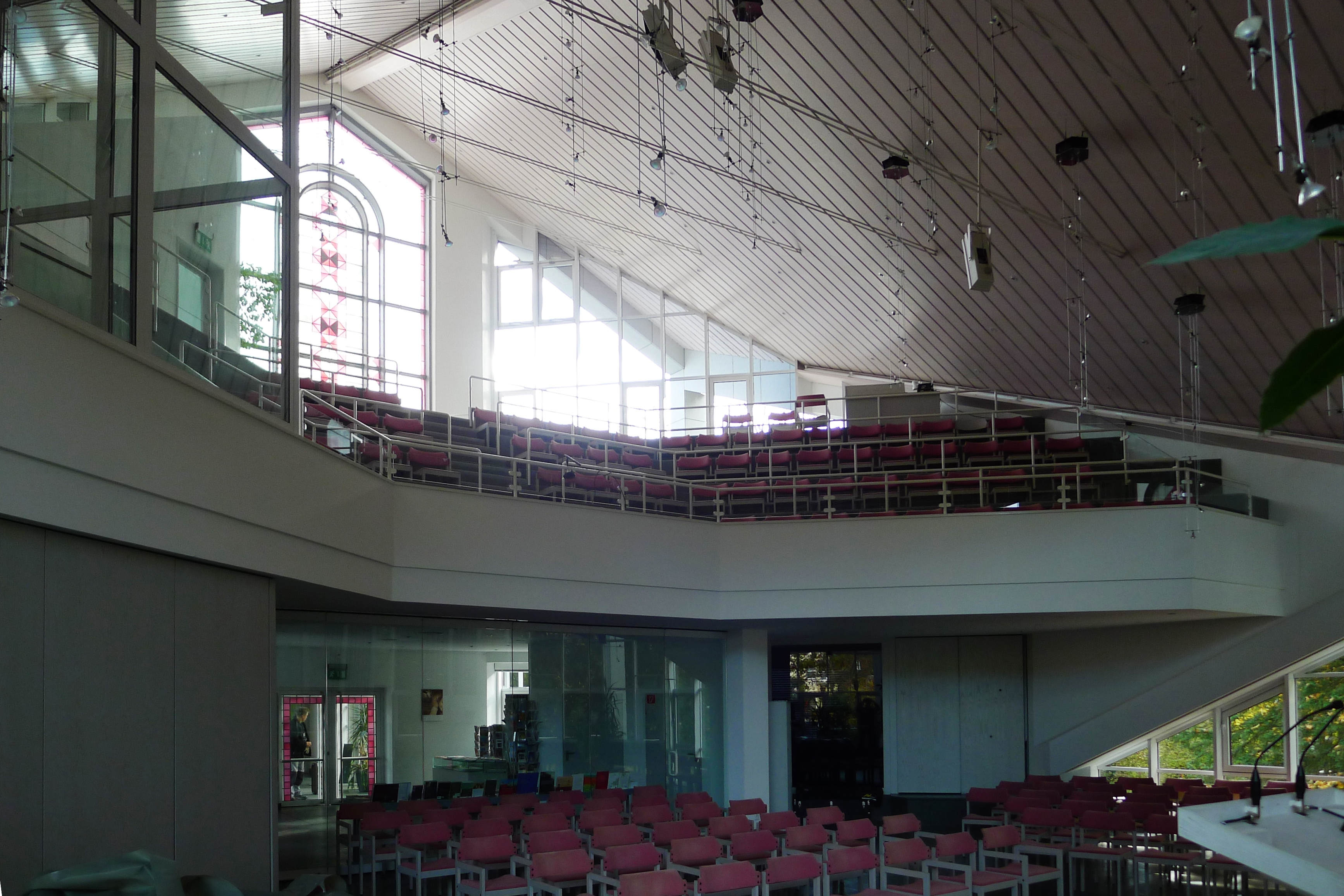
Blick zur Empore

Die Baptistenkirche Berlin-Wannsee iat ein 1993 nach einem Entwurf von Heinrich Bargon errichtetes Kirchengebäude. Sie ist das Gotteshaus der Evangelisch-Freikirchlichen Gemeinde (Baptisten) im Berliner Ortsteil Wannsee und befindet sich in der Königstraße 66.

## Baubeschreibung
Der Gebäudekomplex besteht aus der Kirche und einem Wohngebäude, die rechtwinklig zueinander angeordnet und durch einen niedrigen Gebäudetrakt miteinander verbunden sind. Die Dachform der Kirche ähnelt einem Schmetterlingsdach. Ein Satteldach fällt von der Fassade im Osten aus in Richtung Westwand ab. Es trifft auf ein von West nach Ost stark geneigtes Pultdach, dem ein Satteldach in Breite eines Risalites, der sich an der Westseite befindet, aufgesetzt ist. Die Wände zwischen dem Tragwerk des Stahlbetonskelettbaus haben große, klar verglaste Fenster, der Risalit hat ein farbig verglastes Fenster. Die nicht verglasten Teile sind außen mit hellgrauen Granitplatten verkleidet. Der Kirchenraum ist achteckig im Grundriss und steigt wie ein Amphitheater an. Die Emporen sind ebenfalls terrassenartig angelegt. Zu ihnen führen sowohl Treppen als auch eine Aufzugsanlage. Das Taufbecken für die Gläubigentaufe befindet sich im Bereich des Risalites und wird seitlich durch die Orgelprospekte begrenzt. Im Souterrain befinden sich Gemeinde- und Tagungsräume.
Der schlanke, ebenfalls mit Granit verkleidete Campanile hat einen quadratischen Grundriss. Er hat oben auf allen vier Wänden je eine kreuzförmige Öffnung, die bei Dunkelheit von innen beleuchtet wird.
Die Orgel wurde 1993 durch die Gebrüder Oberlinger erbaut und besitzt 18 Register auf zwei Manualen bei mechanischen Trakturen. Das Instrument besitzt eine Setzeranlage.